# Florian Mennigen
Florian Mennigen (ur. 10 kwietnia 1982 w Ratzeburgu) – niemiecki wioślarz, mistrz olimpijski, trzykrotny mistrz świata, mistrz Europy.

## Osiągnięcia
- Mistrzostwa Świata – Monachium 2007 – czwórka ze sternikiem – 3. miejsce
- Igrzyska Olimpijskie – Pekin 2008 – ósemka – 8. miejsce
- Mistrzostwa Świata – Poznań 2009 – ósemka – 1. miejsce
- Mistrzostwa Europy – Montemor-o-Velho 2010 – ósemka – 1. miejsce
- Mistrzostwa Świata – Hamilton 2010 – ósemka – 1. miejsce
- Mistrzostwa Świata – Bled 2011 – ósemka – 1. miejsce
- Igrzyska Olimpijskie – Londyn 2012 – ósemka – 1. miejsce